# Голышкино (Псковская область)
Голышкино — деревня в Гдовском районе Псковской области России. Входит в состав Чернёвской волости.
Расположена в 10 км к юго-востоку от волостного центра Чернёво и в 36 км к юго-востоку от Гдова.

## Население
Численность населения деревни на 2000 год составляла 3 человека, по переписи 2002 года — 10 человек.